# Ana Teresa Aranda
Pour les articles homonymes, voir Aranda.
Ana Teresa Aranda née le 26 janvier 1954 à León, est une femme politique mexicaine. 
Elle fut la secrétaire du Développement social entre janvier et novembre 2006.